# Le Songe (Hélisenne de Crenne)
Le Songe est un dialogue philosophique écrit par Hélisenne de Crenne et publié en 1540.

## Composition
Le Songe de Scipion, composé par Cicéron, aurait incité Hélisenne à composer le sien par inspiration. Son œuvre se structure sous la forme d'une conversation entre une jeune femme - qui se trouve être la narratrice - et son amant. Leur discussion porte sur l'amour adultère et les dangers entrainés par ce type de relation. Tout comme Les Épîtres familières et invectives, ce troisième ouvrage vient compléter Les Angoisses douloureuses qui procèdent d'amour.

## Éditions modernes
Hélisenne de Crenne (préf. Jean-Philippe Beaulieu), Songe, 1541, Paris, Indigo - Côté Femmes, 2014, 100 p. (ISBN 978-2-907883-82-5)
Hélisenne de Crenne (préf. Jean-Philippe Beaulieu), Les Épitres familières et invectives ; Le Songe, Saint-Étienne, Publications de l'Université de Saint-Étienne, 21 novembre 2008, 192 p. (ISBN 978-2-86272-489-8, lire en ligne)
Hélisenne de Crenne (préf. Jerry C. Nash), Les Épitres familières et invectives, Paris, Éditions Classiques Garnier, 2 septembre 2022, 189 p. (ISBN 978-2-406-12844-1)